# غلين وايت
غلين وايت (بالإنجليزية: Glenn White)‏ هو عالم فلك بريطاني، ولد في القرن العشرين.